# Серая Сова
Се́рая Сова́ (англ. Grey Owl, на языке оджибва Wa-Sha-Quon-Asin — Тот, Кто Охотится По Ночам; настоящее имя Арчибальд Стэнсфелд Билэйни (англ. Archibald Stansfeld Belaney); 18 сентября 1888, Гастингс, Великобритания — 13 апреля 1938) — канадский писатель английского происхождения.

## Биография и творчество
Сын пьющего фермера, Арчибальд с детства был увлечён историями про американских индейцев. Убедившись в том, что своей британской семье он не слишком нужен, в 1906 году 18-летний Арчибальд уехал в Канаду. Первоначально он собирался изучать сельское хозяйство в Торонто, но вскоре отправился на север провинции Онтарио, где жил среди индейцев оджибве (чиппева). Женился на индианке и сам стал называть себя «индейцем», приняв индейское имя Серая Сова. Окружающим он рассказывал, что приехал из США и что его мать была из племени апачей. Серая Сова был лесником и охотником-траппером и жил в Онтарио до начала Первой мировой войны.
В 1915 году Серая Сова был призван в британскую армию в качестве снайпера и был отправлен на поля сражений во Франции. Его однополчане знали его как «индейца» и не сомневались в его индейском происхождении. В 1916 году он был дважды ранен, и отправлен в Англию на лечение, он провёл больше года в различных больницах, а в сентябре 1917 года отплыл обратно в Канаду.
В 1925 году, под влиянием своей новой жены, также индианки (из племени ирокезов), Серая Сова начал писать. Первоначально из-под его пера выходили статьи и очерки, призывавшие любить и охранять дикую природу; наибольшую известность принёс Серой Сове цикл статей, написанных в 1931 году по заказу Канадской лесной ассоциации.
В 1931 году вышла его первая книга «Люди последней границы» (англ. «The Men of the Last Frontier») о начальном периоде его жизни в лесах. В 1935—1936 годах вышли три художественные книги: «Пилигримы пустоши» (англ. «Pilgrims of the Wild»), «Приключения Саджо и её бобриный народ» (англ. «The Adventures of Sajo and her Beaver People») и «Рассказы опустевшей хижины» (англ. «Tales of an Empty Cabin»). Серая Сова также иллюстрировал их собственными рисунками.
В эти же годы Серая Сова несколько раз посещает Англию, где выступает в индейском национальном костюме, представляя свои книги и агитируя за охрану природы. В 1937 году он, в частности, выступил перед юными британскими принцессами, включая будущую королеву Елизавету.
Гастрольные поездки и алкоголь подорвали здоровье Серой Совы. В 1938 году он умер от воспаления лёгких в своей хижине на озере Аджаван/Аджаваан (провинция Саскачеван).

## Посмертная судьба
После смерти Серой Совы его тайна стала постепенно раскрываться: журналисты выяснили, что он не настоящий индеец, и в первое время это крайне отрицательно сказалось на его посмертной писательской судьбе. Однако затем общественное мнение реабилитировало Серую Сову. Он широко признан в Канаде как один из первых борцов и за права индейцев, и за сохранение природы.
В 1999 году популяризации жизни и творчества Серой Совы весьма способствовал фильм о нём, снятый Ричардом Аттенборо с Пирсом Броснаном в роли писателя. Будучи подростком, Ричард Аттенборо вместе со своим младшим братом Дэвидом присутствовал на выступлении Серой Совы в Лондоне. Ричард Аттенборо отмечал, что это событие произвело на них неизгладимое впечатление и повлияло на дальнейшую жизнь и выбор профессии (Дэвид Аттенборо стал натуралистом, писателем, режиссёром документальных фильмов).
В канадском городе Принс-Альберт (провинция Саскачеван) находится дом-музей Серой Совы.

## Наиболее примечательные издания на русском языке
Книга Серой Совы «Саджо и её бобры» была переведена А. Ю. Макаровой и напечатана в журнале «Пионер» в 1939 году с предисловием М. М. Пришвина. Отдельная книга вышла в 1940 году. На эту книгу откликнулся рецензией Андрей Платонов. В 1958 году книга была переиздана.
Издание «Саджо и её бобры» 1940 года, как и последующие, содержит иллюстрации автора, но с исключением некоторых. Отсутствует также словарик индейских слов. После переизданий в 1958 и 1968 годах, последующие издания выходили без авторских рисунков.
В 1939 году в издательстве «Детская литература» вышла книга М. Пришвина «Серая Сова», являющаяся пересказом книги Серой Совы «Пилигримы пустоши» («Pilgrims of the Wild»). Затем книга переиздавалась отдельно или в сборниках сочинений М. М. Пришвина. 
В 1961 году в СССР вышла книга польского писателя и путешественника Аркадия Фидлера, «Канада, пахнущая смолой», где было довольно подробно рассказано о жизни Серой Совы. 
Ежегодный альманах «Охотничьи просторы» напечатал рассказ «Сосна», который является главой книги «Рассказы опустевшей хижины». В 1966—1968 гг. журнал «Наука и жизнь» печатал отдельные главы книги в переводе Аллы Макаровой с рисунками Серой Совы и фотографиями. В 1970 году журнал «Пионер» напечатал главы из «Рассказы опустевшей хижины» как отдельные рассказы — «Обманчивый свет» и «Медведи из Уаскезьэ». Целиком книга «Рассказы опустевшей хижины» с предисловием Аллы Макаровой вышла в 1974 году в издательстве «Молодая гвардия».